# Jorge Azcón
Jorge Antonio Azcón Navarro (ur. 21 listopada 1973 w Saragossie) – hiszpański samorządowiec i urzędnik, parlamentarzysta regionalny, w latach 2019–2023 alkad Saragossy, od 2023 prezydent Aragonii

## Życiorys
Ukończył studia licencjackie z prawa i magisterskie z planowania przestrzennego na Uniwersytecie w Saragossie. Pracował jako dyrektor regionalny w MRA, podmiocie zarządzającym i promującym mieszkalnictwo socjalne.
Wstąpił do młodzieżówki Nuevas Generaciones, kierował nią na poziomie regionalnym i prowincjonalnym. W ramach Partii Ludowej w 2021 objął stanowisko przewodniczącego struktur w Aragonii. W latach 2000–2007 i 2011–2023 zasiadał w radzie miejskiej Saragossy, będąc m.in. rzecznikiem ds. młodzieży i przewodniczącym frakcji ludowców. W 2019 objął stanowisko alkada tego miasta w ramach koalicji z Obywatelami – Partią Obywatelską. Wszedł w skład Europejskiego Komitetu Regionów. W 2023 jako lider listy PP został wybrany do regionalnego parlamentu Aragonii, w tym głosowaniu Partia Ludowa zajęła pierwsze miejsce. Był oficjalnym kandydatem na prezydenta regionu. Urząd ten objął w sierpniu 2023.
Żonaty z Aną Blasco Martínez, ma dwoje dzieci.